# قائمة جسور روسيا

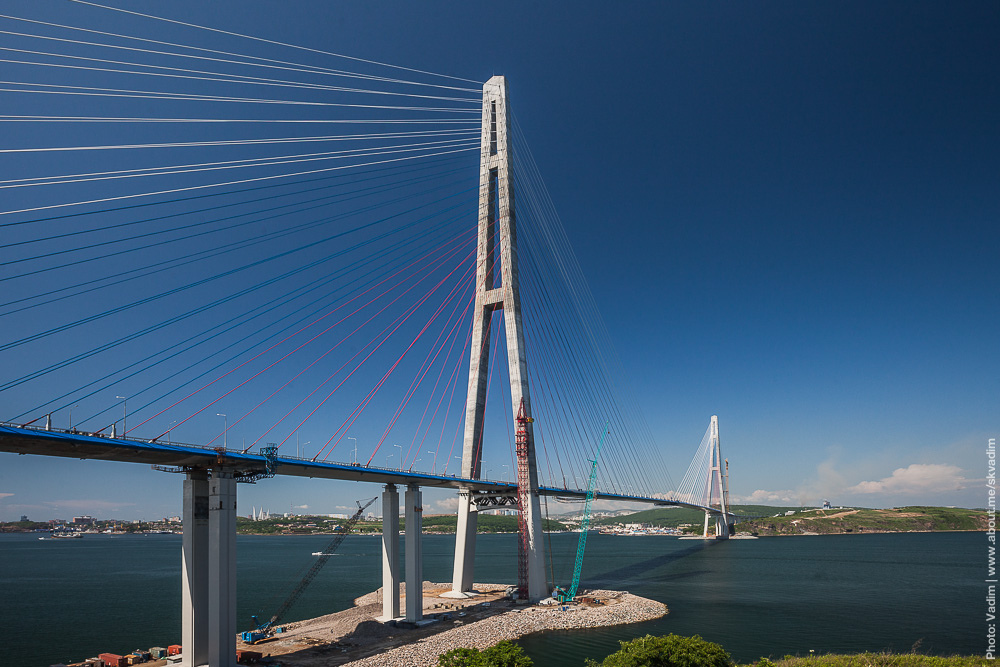
جسر روسكي

الجسر أو القنطرة (ج القناطر) هو مُنشأ يُستخدم للعبور من مكان إلى آخر بينهما عائق.

## قائمة الجسور روسيا
تحتوي هذه القائمة على أسماء الجسور في روسيا.
- الجسر المصري
- جسر أكساي
- جسر بولشيتشينسكي
- جسر تيميرنيتسكي
- جسر روسكي
- جسر فوروشيلوفسكي
- جسر كوكوشكين